# Jarlsø
59°14′40″N 10°28′30″Ø / 59.24444°N 10.47500°Ø
Jarlsø er en ca. 20 hektar stor ø i Tønsberg kommune i Vestfold og Telemark fylke i Norge.
Øen ligger beskyttet til ved Husvik og fik tidlig en stor betydning som ankerplads ved indsejlingen til Tønsberg by. Jarlsø har en rig historie som strækker sig helt fra vikingetiden.

## Navn
Det oprindelige navn Jarlsøy, stammer enten fra mandenavnet Jarl eller fra adelstitlen jarl. Udtalen var Jærrse og op gennem historien blev der brugt skrivemåder som Jarssøy, Jerssøn, Jerssøen, Jertzøenn, Giersø, Jersø og Giersø.
Øen havde en stor betydning allerede i vikingetiden og navnet kan være ophav til navnet Jarlsberg hovedgård, som øen den gang lå under, og Jersey i den engelske kanal – og dermed indirekte er ophav til navnet New Jersey i USA.

## Historie
Jarlsø nævnes allerede i Snorres Ynglingesaga, i forbindelse med at Vestfoldkongen Øystein Halvdanson omkring år 770 fik bommen på et forbipasserende skib i hovedet og druknede ved øen.
Efter at kong Håkon Håkonsen i 1200-tallet begyndte at afholde kongens råd på Jarlsø, blev rigsrådet jævnligt holdt her. Senere i 1200-tallet blev også kirkemøder afholdt på Jarlsø. I 1537 blev riksrådet og kirkemøderne nedlagt og Jarlsø blev en ordinær udhavn for Tønsberg by, da kanalen ind til byen var groet til. 
I 1483 druknede Jon Smør og Einar Fluga ved Jarlsøy, sandsynligvis som følge af et sammenstød under et rigsrådsmøde. Fra 1664 kan det dokumenteres at der var gæstgiveri på øen, men sandsynligvis var driften ældre. Et stenbrud blev etableret i midten af 1600-tallet. 
Under sejlskibstiden  1850-1910 var øen en meget brugt ankerplads, og fra 1910 til 1963 blev store hvalkogerier fortøjet ved øen. I 1915 oprettedes Jarlsø Verft. Øen blev på samme tid overført fra Nøtterøy til Sem kommune. Frem mod krigen blev der produceret skibe (hovedsageligt hvalbåde) og hvalfangstudstyr, og der blev drevet skibsophugning. Under okkupationen brugte tyskerne værftshallerne som lager. 
Efter krigen overtog Kaldnes Mekaniske Verksted aktiemajoriteten i Jarlsø Verft. Jarlsø Støperi A/S blev opført og der blev produceret højspændingsmaster og drevet galvanisering frem til 1980-erne. I 1986 blev selskaberne slået sammen til et, Jarlsø Fabrikker A/S.
I 1995 købte Tor Solum hele Jarlsø for at videreudvikle industrivirksomheden, men i 2006 blev al industridrift nedlagt  og året efter startede man boligbyggeri på øen. Øen er i dag udlagt til boligformål og skal når udbygningen er færdig give plads til 430 boliger. Den sydlige del af øen, med en lille skov, fyrlygte og rester efter tyske stillinger fra anden verdenskrig forbliver urørt.

## Billedgalleri
- Hvalkogeriet «Ronald» ved Jarlsø i 1927.
- Jarlsø (til venstre) med bro til Husvik. 20. august 1947.